# Dunapataj
Dunapataj is een plaats (nagyközség) en gemeente in het Hongaarse comitaat Bács-Kiskun. Dunapataj telt 3620 inwoners (2007).